# Ben Harrison (Snookerspieler)
Ben Harrison (* 6. Juli 1991) ist ein ehemaliger englischer Snookerspieler, der 2014 die English Amateur Championship gewann.

## Karriere
In der zweiten Hälfte der 2000er-Jahre nahm Harrison an britischen Amateurturnieren teil, 2009 erstmals an der English Amateur Championship, wo er aber früh ausschied. Insgesamt reichten aber seine Ergebnisse aus, um die Erlaubnis zu bekommen, zwischen 2008 und 2010 auf der Pontin’s International Open Series spielen zu dürfen. Insbesondere in der zweiten Spielzeit konnte er einige recht gute Ergebnisse erzielen, verpasste eine Qualifikation für die Profitour aber doch deutlich. Nach der Abschaffung der PIOS konzentrierte er sich wieder auf die englischen Amateurevents wie dem Pink Ribbon oder dem Snookerbacker, nahm aber auch an der EBSA Qualifying Tour teil. Trotz teils sehr guter Ergebnisse blieben Turniersiege aus. Nur bei der English Amateur Championship hatte er mehr Erfolg. Sowohl 2013 als auch 2014 qualifizierte er sich für das Endspiel um die britische Meisterschaft. Verlor er 2013 noch deutlich gegen Stuart Carrington, kürte er sich 2014 mit einem Sieg über Antony Parsons zum britischen Meister.
Dieser Sieg war, genauso wie seine recht guten Ergebnisse auf der EBSA Qualifying Tour, aber nicht mit einem Startplatz auf der Profitour verbunden. Harrison nutzte aber die Players Tour Championship (PTC) für Teilnahmen an Profiturnieren. Diese PTC-Events waren Profiturniere mit niedriger Wertung, die für Amateure die Möglichkeit boten, sich vorab für die Hauptrunde zu qualifizieren. Von dieser Möglichkeit machte Harrison häufig Gebrauch, oft gelang ihm auch die Qualifikation für die jeweilige Hauptrunde. Gute Ergebnisse waren ihm dort dann aber fast nie vergönnt, einzig mit seiner Teilnahme an der Runde der letzten 32 bei der Kay Suzanne Memorial Trophy 2011 setzte er ein Ausrufezeichen. Selbst in dieser PTC-Spielzeit verpasste er aber eine der ausgelobten Profispielberechtigungen deutlich. Daneben nahm er ab 2011 auch jährlich an der Q School teil, eine Serie von Events, bei denen sich jeweils eine kleine Gruppe von Spielern für den Profistatus qualifizieren konnte. Harrison erzielte auch hier überdurchschnittliche Ergebnisse, eine Qualifikation verpasste er aber stets um wenige Siege. Allerdings wurde er in der Saison 2013/14 in Anerkennung seiner Ergebnisse als Amateur zu einigen Profiturnieren eingeladen. Nachdem sich sukzessive seine Ergebnisse verschlechtert hatten, beendete Harrison 2016 seine Karriere. 2014 hatte er bereits aus finanziellen Gründen eine Pause vom Snooker nehmen müssen, mithilfe neuer Sponsoren hatte er aber einen letzten Anlauf unternommen. Zumindest in jener Zeit arbeitete der aus dem kleinen Hawkeridge kommende Harrison hauptberuflich als Immobilienmakler in seiner Heimat Wiltshire.

## Erfolge
| Ausgang         | Jahr | Turnier                              | Finalgegner       | Ergebnis |
| --------------- | ---- | ------------------------------------ | ----------------- | -------- |
| Amateurturniere |      |                                      |                   |          |
| Sieger          | 2013 | English Amateur Championship – South | David Gray        | 8:5      |
| Zweiter         | 2013 | English Amateur Championship         | Stuart Carrington | 2:10     |
| Sieger          | 2014 | English Amateur Championship – South | Michael Georgiou  | 8:6      |
| Sieger          | 2014 | English Amateur Championship         | Antony Parsons    | 10:6     |